# Église Saint-Paul de Peyriac-de-Mer
Pour les articles homonymes, voir Église Saint-Paul.
L'église Saint-Paul est une église située à Peyriac-de-Mer, en France.

## Localisation
L'église est située sur la commune de Peyriac-de-Mer, dans le département français de l'Aude.

## Historique
L'édifice est classé au titre des monuments historiques en 1914.